# Anthuan Maybank
Anthuan Maybank (né le 30 décembre 1969 à Georgetown, Caroline du Sud) est un athlète américain.

## Biographie
Après avoir quitté le lycée de Georgetown en 1989, Maybank entre à l'université de l'Iowa.
Son premier grand succès a été de devenir champion olympique avec le relais américain du 4×400 m en 1996 lors des Jeux Olympiques d'Atlanta en 1996. En l'absence de Michael Johnson, qui tentait le doublé 200 m/400 m, Maybank a couru le dernier relais. Il a d'ailleurs résisté à une attaque portée par le médaillé d'argent de ces mêmes Jeux, le Britannique Roger Black.
À l'époque pourtant, Maybank n'était pas très connu dans le monde de l'athlétisme. Quelques semaines plus tard, il se révéla être un excellent coureur, puisqu'il remporta le 400 m du prestigieux meeting de Zurich.
Maybank a également été le compagnon de la triple championne olympique française Marie-José Pérec.

## Sources
- (en) Cet article est partiellement ou en totalité issu de l’article de Wikipédia en anglais intitulé « Anthuan Maybank » (voir la liste des auteurs).